# News and Star
News and Star (anteriormente Evening News and Star e Cumberland Evening News) é um jornal local em formato tabloide com sede em Cumbria, no Reino Unido. Desde 2018 pertence à Newsquest, que produz vários jornais regionais em todo o país.
O jornal é publicado todos os dias de segunda a sábado e está disponível em todo o norte e oeste de Cumbria e partes do sul da Escócia.
Em 2023, tinha uma circulação diária de aproximadamente 2.665 exemplares.